# Senta Baselha
Senta Vaselha (en francès Sainte-Bazeille) és un municipi francès situat al departament d'Òlt i Garona i a la regió de la Nova Aquitània.

## Demografia
| 1962                                       | 1968  | 1975  | 1982  | 1990  | 1999  | 2007  |
| ------------------------------------------ | ----- | ----- | ----- | ----- | ----- | ----- |
| 1.864                                      | 1.984 | 2.368 | 2.626 | 2.629 | 2.656 | 2.880 |
| Des de 1962: població sense dobles comptes |       |       |       |       |       |       |

## Administració
| Període   | Identitat      | Partit |
| --------- | -------------- | ------ |
| 1995-2001 | Pierre Lapoire | PCF    |
| 2001-     | Michel Vigneau |        |